# Хейткор
Хейткор (англ. hatecore) — более мрачная и агрессивная разновидность хардкора, которая появилась в Нью-Йорке примерно в середине 1980-х — начале 1990-х.
В плане музыки хейткор испытал заметное влияние дэт-метала, его особенностью является частое применение скриминга, который иногда сочетается с гроулингом. Лирика наполнена ненавистью, которая в сочетании с эмоциональным вокалом должна передать это чувство слушателю или же его стимулировать. Чаще всего ненавистнический настрой в хейткоре смешивается со всевозможной нетерпимостью, мизантропией.

## Истоки и развитие
Термин hatecore появился благодаря музыканту и зин-мейкеру Майку Буллшиту. В середине 80-х хардкор сцена в США была уже достаточно развита, но часть почитателей жанра желала музыкальной новизны. Хардкор, нёсший в себе позитивный посыл, уже не всех устраивал. Именно в это время появляются группы, играющие мрачный хардкор с большой долей агрессивной экспрессии и заметным влиянием метала. Пионерами хейткора были команды Sheer Terror и SFA. SFA были первыми, кто открестился от хардкора как самоназвания стиля. Их не устраивало всё то, с чем стала ассоциироваться хардкор-сцена: sXe, политический активизм и т. д. Частью протеста против старой сцены был асоциальный образ жизни: пьянки вместо катания на скейте, драки со слушателями на концертах и т. п. SFA попытались продвинуть hatecore под слоганом NY City Hatecore, под эгидой которого проводились концерты молодой хк-сцены. Через несколько лет термин hatecore стал использоваться различными альтернативными и метал командами, их музыка уже имела гораздо меньше общего с первоначальным хейткором. Немаловажно что, противопоставляя себя «хиппи-хардкору», хейткор-сцена продолжала оставаться частью общей панк-хк сцены: концерты посещали представители многих субкультур. В конце 80-х хейткор как жанр испытал перерождение, в связи с чем в этой музыкальной среде стало появляться большое количество групп нацистского и расистского толка.

## 90-е и современность
С середины 90-х хейткору приписали статус направления по большей части праворадикального толка, он стал очень популярным в среде националистов и частично перебрался в андеграунд. Термин сформировался также благодаря активному участию СМИ, использовавших термин hatecore для обозначения праворадикальных команд, играющих агрессивную музыку. Сегодня хейткором называют довольно широкий спектр музыки: от праворадикального метализированного RAC и коммерчески успешного ню-метала до андерграундного NYHC и металкора. Команды также разнятся по своим политическим взглядам: есть немало неонацистских групп, причисляющих свою музыку к хэйткору, но существуют ещё и команды-прародители жанра, взгляды которых можно определить общей позицией панк-культуры. Также в XXI веке растёт популярность sXe-хейткор групп, которые считают, что окружающим полезен здоровый образ жизни.

## Символы
Один из символов хейткора — хоккейная маска старого образца — возникла, как считается, благодаря группе Slapshot, использовавшей её на своих концертах.
Есть немецкая группа Full of Hate, у которой на единственном альбоме National streetcore изображена так же хоккейная маска.